# 24 ur Le Mansa 2020
24 ur Le Mansa 2020 je bila devetinosemdeseta vzdržljivostna dirka 24 ur Le Mansa. Potekala je 19. in 20. septembra 2020 na dirkališču Circuit de la Sarthe v Le Mansu. Zmagali so Sébastien Buemi, Brendon Hartley in Kazuki Nakadžima z dirkalnikom Toyota TS050 Hybrid iz moštva Toyota Gazoo Racing.

## Kvalifikacije
| Poz | Razred    | Št | Moštvo                    | Kvalifikacije | Hiper čas | Št. m. |
| --- | --------- | -- | ------------------------- | ------------- | --------- | ------ |
| 1   | LMP1      | 7  | Toyota Gazoo Racing       | 3:17,089      | 3:15,267  | 1      |
| 2   | LMP1      | 1  | Rebellion Racing          | 3:21,598      | 3:15,822  | 2      |
| 3   | LMP1      | 8  | Toyota Gazoo Racing       | 3:17,336      | 3:16,649  | 3      |
| 4   | LMP1      | 3  | Rebellion Racing          | 3:24,632      | 3:18,330  | 4      |
| 5   | LMP1      | 4  | ByKolles Racing Team      | 3:24,468      | 3:23,043  | 5      |
| 6   | LMP2      | 22 | United Autosports         | 3:27,148      | 3:24,528  | 6      |
| 7   | LMP2      | 26 | G-Drive Racing            | 3:27,366      | 3:24,860  | 7      |
| 8   | LMP2      | 29 | Racing Team Nederland     | 3:26,648      | 3:25,062  | 8      |
| 9   | LMP2      | 33 | High Class Racing         | 3:27,611      | 3:25,426  | 9      |
| 10  | LMP2      | 32 | United Autosports         | 3:27,598      | 3:25,671  | 10     |
| 11  | LMP2      | 37 | Jackie Chan DC Racing     | 3:27,097      | 3:25,785  | 11     |
| 12  | LMP2      | 38 | Jota                      | 3:27,728      |           | 12     |
| 13  | LMP2      | 16 | G-Drive Racing by Algarve | 3:27,767      |           | 13     |
| 14  | LMP2      | 31 | Panis Racing              | 3:27,791      |           | 14     |
| 15  | LMP2      | 36 | Signatech Alpine Elf      | 3:27,794      |           | 15     |
| 16  | LMP2      | 27 | DragonSpeed USA           | 3:27,913      |           | 16     |
| 17  | LMP2      | 42 | Cool Racing               | 3:28,509      |           | 17     |
| 18  | LMP2      | 39 | SO24-Has by Graff         | 3:28,574      |           | 18     |
| 19  | LMP2      | 30 | Duqueine Team             | 3:29,091      |           | 19     |
| 20  | LMP2      | 25 | Algarve Pro Racing        | 3:29,402      |           | 20     |
| 21  | LMP2      | 21 | DragonSpeed USA           | 3:29,741      |           | 21     |
| 22  | LMP2      | 47 | Cetilar Racing            | 3:29,880      |           | 22     |
| 23  | LMP2      | 35 | Eurasia Motorsport        | 3:30,497      |           | 23     |
| 24  | LMP2      | 24 | Nielsen Racing            | 3:30,897      |           | 24     |
| 25  | LMP2      | 50 | Richard Mille Racing Team | 3:31,020      |           | 25     |
| 26  | LMP2      | 34 | Inter Europol Competition | 3:31,393      |           | 26     |
| 27  | LMP2      | 11 | EuroInternational         | 3:33,747      |           | 27     |
| 28  | LMGTE Pro | 91 | Porsche GT Team           | 3:52,036      | 3:50,874  | 28     |
| 29  | LMGTE Pro | 51 | AF Corse                  | 3:51,244      | 3:51,115  | 29     |
| 30  | LMGTE Pro | 95 | Aston Martin Racing       | 3:50,872      | 3:51,241  | 30     |
| 31  | LMGTE Pro | 97 | Aston Martin Racing       | 3:50,925      | 3:51,324  | 31     |
| 32  | LMGTE Pro | 71 | AF Corse                  | 3:51,988      | 3:51,515  | 32     |
| 33  | LMGTE Pro | 92 | Porsche GT Team           | 3:52,142      | 3:51,770  | 33     |
| 34  | LMGTE Pro | 63 | WeatherTech Racing        | 3:52,508      |           | 34     |
| 35  | LMGTE Am  | 61 | Luzich Racing             | 3:53,292      | 3:51,266  | 36     |
| 36  | LMGTE Am  | 77 | Dempsey-Proton Racing     | 3:53,334      | 3:51,322  | 37     |
| 37  | LMGTE Am  | 56 | Team Project 1            | 3:53,598      | 3:51,647  | 38     |
| 38  | LMGTE Am  | 98 | Aston Martin Racing       | 3:52,778      | 3:52,105  | 39     |
| 39  | LMGTE Am  | 90 | TF Sport                  | 3:52,961      | 3:52,299  | 40     |
| 40  | LMGTE Am  | 86 | Gulf Racing               | 3:52,970      | 3:52,346  | 41     |
| 41  | LMGTE Am  | 83 | AF Corse                  | 3:53,621      |           | 42     |
| 42  | LMGTE Am  | 99 | Dempsey-Proton Racing     | 3:53,670      |           | 43     |
| 43  | LMGTE Am  | 57 | Team Project 1            | 3:53,838      |           | 44     |
| 44  | LMGTE Am  | 54 | AF Corse                  | 3:54,144      |           | 45     |
| 45  | LMGTE Am  | 88 | Dempsey-Proton Racing     | 3:54,281      |           | 46     |
| 46  | LMGTE Am  | 70 | MR Racing                 | 3:54,628      |           | 47     |
| 47  | LMGTE Am  | 72 | Hub Auto Racing           | 3:55,308      |           | 48     |
| 48  | LMGTE Am  | 55 | Spirit of Race            | 3:55,772      |           | 49     |
| 49  | LMGTE Am  | 75 | Iron Lynx                 | 3:56,141      |           | 50     |
| 50  | LMGTE Am  | 66 | JMW Motorsport            | 3:56,383      |           | 51     |
| 51  | LMGTE Am  | 78 | Proton Competition        | 3:56,475      |           | 52     |
| 52  | LMGTE Am  | 85 | Iron Lynx                 | 3:56,833      |           | 53     |
| 53  | LMGTE Am  | 60 | Iron Lynx                 | 3:57,876      |           | 54     |
| 54  | LMGTE Am  | 62 | Red River Sport           | 4:00,084      |           | 55     |
| 55  | LMGTE Am  | 89 | Team Project 1            | 4:00,691      |           | 56     |
| -   | LMGTE Pro | 82 | Risi Competizione         | brez časa     |           | 35     |
| -   | LMGTE Am  | 52 | AF Corse                  | brez časa     |           | 57     |
| -   | LMP2      | 17 | IDEC Sport                | brez časa     |           | PL     |
| -   | LMP2      | 28 | IDEC Sport                | brez časa     |           | PL     |

## Dirka
Zmagovalci svojega razreda so odebeljeni. Dirkalniki, ki niso uvrščeni (NC).
| Poz | Razred    | Št | Moštvo                    | Dirkači                                                  | Šasija                        | Gume | Krogi | Čas             |
| Poz | Razred    | Št | Moštvo                    | Dirkači                                                  | Motor                         | Gume | Krogi | Čas             |
| --- | --------- | -- | ------------------------- | -------------------------------------------------------- | ----------------------------- | ---- | ----- | --------------- |
| 1   | LMP1      | 8  | Toyota Gazoo Racing       | Sébastien Buemi Brendon Hartley Kazuki Nakadžima         | Toyota TS050 Hybrid           | M    | 387   | 24:01:45,305    |
| 1   | LMP1      | 8  | Toyota Gazoo Racing       | Sébastien Buemi Brendon Hartley Kazuki Nakadžima         | Toyota 2.4 L Hybrid Turbo V6  | M    | 387   | 24:01:45,305    |
| 2   | LMP1      | 1  | Rebellion Racing          | Gustavo Menezes Norman Nato Bruno Senna                  | Rebellion R13                 | M    | 382   | +5 krogov       |
| 2   | LMP1      | 1  | Rebellion Racing          | Gustavo Menezes Norman Nato Bruno Senna                  | Gibson GL458 4.5 L V8         | M    | 382   | +5 krogov       |
| 3   | LMP1      | 7  | Toyota Gazoo Racing       | Mike Conway Kamui Kobajaši José María López              | Toyota TS050 Hybrid           | M    | 381   | +6 krogov       |
| 3   | LMP1      | 7  | Toyota Gazoo Racing       | Mike Conway Kamui Kobajaši José María López              | Toyota 2.4 L Hybrid Turbo V6  | M    | 381   | +6 krogov       |
| 4   | LMP1      | 3  | Rebellion Racing          | Nathanaël Berthon Louis Delétraz Romain Dumas            | Rebellion R13                 | M    | 381   | +6 krogov       |
| 4   | LMP1      | 3  | Rebellion Racing          | Nathanaël Berthon Louis Delétraz Romain Dumas            | Gibson GL458 4.5 L V8         | M    | 381   | +6 krogov       |
| 5   | LMP2      | 22 | United Autosports         | Filipe Albuquerque Philip Hanson Paul di Resta           | Oreca 07                      | M    | 370   | +17 krogov      |
| 5   | LMP2      | 22 | United Autosports         | Filipe Albuquerque Philip Hanson Paul di Resta           | Gibson GK428 4.2 L V8         | M    | 370   | +17 krogov      |
| 6   | LMP2      | 38 | Jota                      | António Félix da Costa Anthony Davidson Roberto González | Oreca 07                      | G    | 370   | +17 krogov      |
| 6   | LMP2      | 38 | Jota                      | António Félix da Costa Anthony Davidson Roberto González | Gibson GK428 4.2 L V8         | G    | 370   | +17 krogov      |
| 7   | LMP2      | 31 | Panis Racing              | Julien Canal Nico Jamin Matthieu Vaxivière               | Oreca 07                      | G    | 368   | +19 krogov      |
| 7   | LMP2      | 31 | Panis Racing              | Julien Canal Nico Jamin Matthieu Vaxivière               | Gibson GK428 4.2 L V8         | G    | 368   | +19 krogov      |
| 8   | LMP2      | 36 | Signatech Alpine Elf      | Thomas Laurent André Negrão Pierre Ragues                | Alpine A470                   | M    | 367   | +20 krogov      |
| 8   | LMP2      | 36 | Signatech Alpine Elf      | Thomas Laurent André Negrão Pierre Ragues                | Gibson GK428 4.2 L V8         | M    | 367   | +20 krogov      |
| 9   | LMP2      | 26 | G-Drive Racing            | Mikkel Jensen Roman Rusinov Jean-Éric Vergne             | Aurus 01                      | M    | 367   | +20 krogov      |
| 9   | LMP2      | 26 | G-Drive Racing            | Mikkel Jensen Roman Rusinov Jean-Éric Vergne             | Gibson GK428 4.2 L V8         | M    | 367   | +20 krogov      |
| 10  | LMP2      | 28 | IDEC Sport                | Richard Bradley Paul-Loup Chatin Paul Lafargue           | Oreca 07                      | M    | 366   | +21 krogov      |
| 10  | LMP2      | 28 | IDEC Sport                | Richard Bradley Paul-Loup Chatin Paul Lafargue           | Gibson GK428 4.2 L V8         | M    | 366   | +21 krogov      |
| 11  | LMP2      | 42 | Cool Racing               | Antonin Borga Alexandre Coigny Nicolas Lapierre          | Oreca 07                      | M    | 365   | +22 krogov      |
| 11  | LMP2      | 42 | Cool Racing               | Antonin Borga Alexandre Coigny Nicolas Lapierre          | Gibson GK428 4.2 L V8         | M    | 365   | +22 krogov      |
| 12  | LMP2      | 25 | Algarve Pro Racing        | John Falb Matt McMurry Simon Trummer                     | Oreca 07                      | G    | 365   | +22 krogov      |
| 12  | LMP2      | 25 | Algarve Pro Racing        | John Falb Matt McMurry Simon Trummer                     | Gibson GK428 4.2 L V8         | G    | 365   | +22 krogov      |
| 13  | LMP2      | 50 | Richard Mille Racing Team | Tatiana Calderón Sophia Flörsch Beitske Visser           | Oreca 07                      | M    | 364   | +23 krogov      |
| 13  | LMP2      | 50 | Richard Mille Racing Team | Tatiana Calderón Sophia Flörsch Beitske Visser           | Gibson GK428 4.2 L V8         | M    | 364   | +23 krogov      |
| 14  | LMP2      | 47 | Cetilar Racing            | Andrea Belicchi Roberto Lacorte Giorgio Sernagiotto      | Dallara P217                  | M    | 363   | +24 krogov      |
| 14  | LMP2      | 47 | Cetilar Racing            | Andrea Belicchi Roberto Lacorte Giorgio Sernagiotto      | Gibson GK428 4.2 L V8         | M    | 363   | +24 krogov      |
| 15  | LMP2      | 17 | IDEC Sport                | Jonathan Kennard Patrick Pilet Kyle Tilley               | Oreca 07                      | M    | 363   | +24 krogov      |
| 15  | LMP2      | 17 | IDEC Sport                | Jonathan Kennard Patrick Pilet Kyle Tilley               | Gibson GK428 4.2 L V8         | M    | 363   | +24 krogov      |
| 16  | LMP2      | 27 | DragonSpeed USA           | Ben Hanley Henrik Hedman Renger van der Zande            | Oreca 07                      | M    | 361   | +26 krogov      |
| 16  | LMP2      | 27 | DragonSpeed USA           | Ben Hanley Henrik Hedman Renger van der Zande            | Gibson GK428 4.2 L V8         | M    | 361   | +26 krogov      |
| 17  | LMP2      | 32 | United Autosports         | Alex Brundle Will Owen Job van Uitert                    | Oreca 07                      | M    | 359   | +28 krogov      |
| 17  | LMP2      | 32 | United Autosports         | Alex Brundle Will Owen Job van Uitert                    | Gibson GK428 4.2 L V8         | M    | 359   | +28 krogov      |
| 18  | LMP2      | 35 | Eurasia Motorsport        | Nick Foster Roberto Merhi Nobuja Jamanaka                | Ligier JS P217                | M    | 351   | +36 krogov      |
| 18  | LMP2      | 35 | Eurasia Motorsport        | Nick Foster Roberto Merhi Nobuja Jamanaka                | Gibson GK428 4.2 L V8         | M    | 351   | +36 krogov      |
| 19  | LMP2      | 29 | Racing Team Nederland     | Frits van Eerd Giedo van der Garde Nyck de Vries         | Oreca 07                      | M    | 349   | +38 krogov      |
| 19  | LMP2      | 29 | Racing Team Nederland     | Frits van Eerd Giedo van der Garde Nyck de Vries         | Gibson GK428 4.2 L V8         | M    | 349   | +38 krogov      |
| 20  | LMGTE Pro | 97 | Aston Martin Racing       | Alex Lynn Maxime Martin Harry Tincknell                  | Aston Martin Vantage AMR      | M    | 346   | +41 krogov      |
| 20  | LMGTE Pro | 97 | Aston Martin Racing       | Alex Lynn Maxime Martin Harry Tincknell                  | Aston Martin 4.5 L Turbo V8   | M    | 346   | +41 krogov      |
| 21  | LMGTE Pro | 51 | AF Corse                  | James Calado Alessandro Pier Guidi Daniel Serra          | Ferrari 488 GTE Evo           | M    | 346   | +41 krogov      |
| 21  | LMGTE Pro | 51 | AF Corse                  | James Calado Alessandro Pier Guidi Daniel Serra          | Ferrari F154CB 3.9 L Turbo V8 | M    | 346   | +41 krogov      |
| 22  | LMGTE Pro | 95 | Aston Martin Racing       | Marco Sørensen Nicki Thiim Richard Westbrook             | Aston Martin Vantage AMR      | M    | 343   | +44 krogov      |
| 22  | LMGTE Pro | 95 | Aston Martin Racing       | Marco Sørensen Nicki Thiim Richard Westbrook             | Aston Martin 4.5 L Turbo V8   | M    | 343   | +44 krogov      |
| 23  | LMGTE Pro | 82 | Risi Competizione         | Sébastien Bourdais Jules Gounon Olivier Pla              | Ferrari 488 GTE Evo           | M    | 339   | +48 krogov      |
| 23  | LMGTE Pro | 82 | Risi Competizione         | Sébastien Bourdais Jules Gounon Olivier Pla              | Ferrari F154CB 3.9 L Turbo V8 | M    | 339   | +48 krogov      |
| 24  | LMGTE Am  | 90 | TF Sport                  | Jonathan Adam Charlie Eastwood Salih Yoluç               | Aston Martin Vantage AMR      | M    | 339   | +48 krogov      |
| 24  | LMGTE Am  | 90 | TF Sport                  | Jonathan Adam Charlie Eastwood Salih Yoluç               | Aston Martin 4.5 L Turbo V8   | M    | 339   | +48 krogov      |
| 25  | LMGTE Am  | 77 | Dempsey-Proton Racing     | Matt Campbell Riccardo Pera Christian Ried               | Porsche 911 RSR               | M    | 339   | +48 krogov      |
| 25  | LMGTE Am  | 77 | Dempsey-Proton Racing     | Matt Campbell Riccardo Pera Christian Ried               | Porsche 4.0 L Flat-6          | M    | 339   | +48 krogov      |
| 26  | LMGTE Am  | 83 | AF Corse                  | Emmanuel Collard Nicklas Nielsen François Perrodo        | Ferrari 488 GTE Evo           | M    | 339   | +48 krogov      |
| 26  | LMGTE Am  | 83 | AF Corse                  | Emmanuel Collard Nicklas Nielsen François Perrodo        | Ferrari F154CB 3.9 L Turbo V8 | M    | 339   | +48 krogov      |
| 27  | LMGTE Am  | 56 | Team Project 1            | Matteo Carioli Egidio Perfetti Larry ten Voorde          | Porsche 911 RSR               | M    | 339   | +48 krogov      |
| 27  | LMGTE Am  | 56 | Team Project 1            | Matteo Carioli Egidio Perfetti Larry ten Voorde          | Porsche 4.0 L Flat-6          | M    | 339   | +48 krogov      |
| 28  | LMP2      | 24 | Nielsen Racing            | Garett Grist Alex Kapadia Anthony Wells                  | Oreca 07                      | M    | 338   | +49 krogov      |
| 28  | LMP2      | 24 | Nielsen Racing            | Garett Grist Alex Kapadia Anthony Wells                  | Gibson GK428 4.2 L V8         | M    | 338   | +49 krogov      |
| 29  | LMGTE Am  | 86 | Gulf Racing               | Benjamin Barker Michael Wainwright Andrew Watson         | Porsche 911 RSR               | M    | 337   | +50 krogov      |
| 29  | LMGTE Am  | 86 | Gulf Racing               | Benjamin Barker Michael Wainwright Andrew Watson         | Porsche 4.0 L Flat-6          | M    | 337   | +50 krogov      |
| 30  | LMGTE Am  | 66 | JMW Motorsport            | Richard Heistand Jan Magnussen Max Root                  | Ferrari 488 GTE Evo           | M    | 335   | +52 krogov      |
| 30  | LMGTE Am  | 66 | JMW Motorsport            | Richard Heistand Jan Magnussen Max Root                  | Ferrari F154CB 3.9 L Turbo V8 | M    | 335   | +52 krogov      |
| 31  | LMGTE Pro | 91 | Porsche GT Team           | Gianmaria Bruni Richard Lietz Frédéric Makowiecki        | Porsche 911 RSR-19            | M    | 335   | +52 krogov      |
| 31  | LMGTE Pro | 91 | Porsche GT Team           | Gianmaria Bruni Richard Lietz Frédéric Makowiecki        | Porsche 4.2 L Flat-6          | M    | 335   | +52 krogov      |
| 32  | LMGTE Am  | 61 | Luzich Racing             | Côme Ledogar Oswaldo Negri Jr. Francesco Piovanetti      | Ferrari 488 GTE Evo           | M    | 335   | +52 krogov      |
| 32  | LMGTE Am  | 61 | Luzich Racing             | Côme Ledogar Oswaldo Negri Jr. Francesco Piovanetti      | Ferrari F154CB 3.9 L Turbo V8 | M    | 335   | +52 krogov      |
| 33  | LMGTE Am  | 98 | Aston Martin Racing       | Paul Dalla Lana Augusto Farfus Ross Gunn                 | Aston Martin Vantage AMR      | M    | 333   | +54 krogov      |
| 33  | LMGTE Am  | 98 | Aston Martin Racing       | Paul Dalla Lana Augusto Farfus Ross Gunn                 | Aston Martin 4.5 L Turbo V8   | M    | 333   | +54 krogov      |
| 34  | LMGTE Am  | 85 | Iron Lynx                 | Rahel Frey Michelle Gatting Manuela Gostner              | Ferrari 488 GTE Evo           | M    | 332   | +55 krogov      |
| 34  | LMGTE Am  | 85 | Iron Lynx                 | Rahel Frey Michelle Gatting Manuela Gostner              | Ferrari F154CB 3.9 L Turbo V8 | M    | 332   | +55 krogov      |
| 35  | LMGTE Pro | 92 | Porsche GT Team           | Michael Christensen Kévin Estre Laurens Vanthoor         | Porsche 911 RSR-19            | M    | 331   | +56 krogov      |
| 35  | LMGTE Pro | 92 | Porsche GT Team           | Michael Christensen Kévin Estre Laurens Vanthoor         | Porsche 4.2 L Flat-6          | M    | 331   | +56 krogov      |
| 36  | LMGTE Am  | 99 | Dempsey-Proton Racing     | Julien Andlauer Vutthikorn Inthraphuvasak Lucas Légeret  | Porsche 911 RSR               | M    | 331   | +56 krogov      |
| 36  | LMGTE Am  | 99 | Dempsey-Proton Racing     | Julien Andlauer Vutthikorn Inthraphuvasak Lucas Légeret  | Porsche 4.0 L Flat-6          | M    | 331   | +56 krogov      |
| 37  | LMGTE Am  | 60 | Iron Lynx                 | Sergio Pianazzola Paolo Ruberti Claudio Schiavoni        | Ferrari 488 GTE Evo           | M    | 331   | +56 krogov      |
| 37  | LMGTE Am  | 60 | Iron Lynx                 | Sergio Pianazzola Paolo Ruberti Claudio Schiavoni        | Ferrari F154CB 3.9 L Turbo V8 | M    | 331   | +56 krogov      |
| 38  | LMGTE Am  | 78 | Proton Competition        | Michele Beretta Horst Felbermayr Jr. Max van Splunteren  | Porsche 911 RSR               | M    | 330   | +57 krogov      |
| 38  | LMGTE Am  | 78 | Proton Competition        | Michele Beretta Horst Felbermayr Jr. Max van Splunteren  | Porsche 4.0 L Flat-6          | M    | 330   | +57 krogov      |
| 39  | LMGTE Am  | 54 | AF Corse                  | Francesco Castellaci Giancarlo Fisichella Thomas Flohr   | Ferrari 488 GTE Evo           | M    | 330   | +57 krogov      |
| 39  | LMGTE Am  | 54 | AF Corse                  | Francesco Castellaci Giancarlo Fisichella Thomas Flohr   | Ferrari F154CB 3.9 L Turbo V8 | M    | 330   | +57 krogov      |
| 40  | LMGTE Am  | 57 | Team Project 1            | Jeroen Bleekemolen Felipe Fraga Ben Keating              | Porsche 911 RSR               | M    | 326   | +61 krogov      |
| 40  | LMGTE Am  | 57 | Team Project 1            | Jeroen Bleekemolen Felipe Fraga Ben Keating              | Porsche 4.0 L Flat-6          | M    | 326   | +61 krogov      |
| 41  | LMGTE Am  | 62 | Red River Racing          | Bonamy Grimes Charles Hollings Johnny Mowlem             | Ferrari 488 GTE Evo           | M    | 325   | +62 krogov      |
| 41  | LMGTE Am  | 62 | Red River Racing          | Bonamy Grimes Charles Hollings Johnny Mowlem             | Ferrari F154CB 3.9 L Turbo V8 | M    | 325   | +62 krogov      |
| 42  | LMP2      | 34 | Inter Europol Competition | René Binder Matevos Isaakjan Jakub Śmiechowski           | Ligier JS P217                | M    | 316   | +71 krogov      |
| 42  | LMP2      | 34 | Inter Europol Competition | René Binder Matevos Isaakjan Jakub Śmiechowski           | Gibson GK428 4.2 L V8         | M    | 316   | +71 krogov      |
| 43  | LMGTE Am  | 89 | Team Project 1            | "Steve Brooks" Andreas Laskaratos Julien Piguet          | Porsche 911 RSR               | M    | 313   | +74 krogov      |
| 43  | LMGTE Am  | 89 | Team Project 1            | "Steve Brooks" Andreas Laskaratos Julien Piguet          | Porsche 4.0 L Flat-6          | M    | 313   | +74 krogov      |
| NC  | LMGTE Pro | 71 | AF Corse                  | Sam Bird Miguel Molina Davide Rigon                      | Ferrari 488 GTE Evo           | M    | 340   |                 |
| NC  | LMGTE Pro | 71 | AF Corse                  | Sam Bird Miguel Molina Davide Rigon                      | Ferrari F154CB 3.9 L Turbo V8 | M    | 340   |                 |
| NC  | LMGTE Am  | 88 | Dempsey-Proton Racing     | Dominique Bastien Adrien de Leener Thomas Preining       | Porsche 911 RSR               | M    | 238   |                 |
| NC  | LMGTE Am  | 88 | Dempsey-Proton Racing     | Dominique Bastien Adrien de Leener Thomas Preining       | Porsche 4.0 L Flat-6          | M    | 238   |                 |
| DNF | LMP2      | 39 | SO24-Has by Graff         | James Allen Vincent Capillaire Charles Milesi            | Oreca 07                      | M    | 357   | Trčenje         |
| DNF | LMP2      | 39 | SO24-Has by Graff         | James Allen Vincent Capillaire Charles Milesi            | Gibson GK428 4.2 L V8         | M    | 357   | Trčenje         |
| DNF | LMGTE Am  | 72 | Hub Auto Racing           | Tom Blomqvist Morris Chen Marcos Gomes                   | Ferrari 488 GTE Evo           | M    | 273   | Okvara          |
| DNF | LMGTE Am  | 72 | Hub Auto Racing           | Tom Blomqvist Morris Chen Marcos Gomes                   | Ferrari F154CB 3.9 L Turbo V8 | M    | 273   | Okvara          |
| DNF | LMGTE Am  | 75 | Iron Lynx                 | Matteo Cressoni Rino Mastronardi Andrea Piccini          | Ferrari 488 GTE Evo           | M    | 211   | Okvara          |
| DNF | LMGTE Am  | 75 | Iron Lynx                 | Matteo Cressoni Rino Mastronardi Andrea Piccini          | Ferrari F154CB 3.9 L Turbo V8 | M    | 211   | Okvara          |
| DNF | LMP2      | 21 | DragonSpeed USA           | Timothé Buret Juan Pablo Montoya Memo Rojas              | Oreca 07                      | M    | 192   | Motor           |
| DNF | LMP2      | 21 | DragonSpeed USA           | Timothé Buret Juan Pablo Montoya Memo Rojas              | Gibson GK428 4.2 L V8         | M    | 192   | Motor           |
| DNF | LMGTE Pro | 63 | WeatherTech Racing        | Cooper MacNeil Jeff Segal Toni Vilander                  | Ferrari 488 GTE Evo           | M    | 185   | Trčenje         |
| DNF | LMGTE Pro | 63 | WeatherTech Racing        | Cooper MacNeil Jeff Segal Toni Vilander                  | Ferrari F154CB 3.9 L Turbo V8 | M    | 185   | Trčenje         |
| DNF | LMGTE Am  | 70 | MR Racing                 | Vincent Abril Kei Cozzolino Takeši Kimura                | Ferrari 488 GTE Evo           | M    | 172   | Vzmetenje       |
| DNF | LMGTE Am  | 70 | MR Racing                 | Vincent Abril Kei Cozzolino Takeši Kimura                | Ferrari F154CB 3.9 L Turbo V8 | M    | 172   | Vzmetenje       |
| DNF | LMP2      | 16 | G-Drive Racing by Algarve | Ryan Cullen Oliver Jarvis Nick Tandy                     | Aurus 01                      | G    | 105   | El. sistem      |
| DNF | LMP2      | 16 | G-Drive Racing by Algarve | Ryan Cullen Oliver Jarvis Nick Tandy                     | Gibson GK428 4.2 L V8         | G    | 105   | El. sistem      |
| DNF | LMP2      | 30 | Duqueine Team             | Tristan Gommendy Jonathan Hirschi Konstantin Tereščenko  | Oreca 07                      | M    | 100   | Trčenje         |
| DNF | LMP2      | 30 | Duqueine Team             | Tristan Gommendy Jonathan Hirschi Konstantin Tereščenko  | Gibson GK428 4.2 L V8         | M    | 100   | Trčenje         |
| DNF | LMP1      | 4  | ByKolles Racing Team      | Tom Dillmann Bruno Spengler Oliver Webb                  | ENSO CLM P1/01                | M    | 97    | Karoserija      |
| DNF | LMP1      | 4  | ByKolles Racing Team      | Tom Dillmann Bruno Spengler Oliver Webb                  | Gibson GL458 4.5 L V8         | M    | 97    | Karoserija      |
| DNF | LMP2      | 33 | High Class Racing         | Anders Fjordbach Mark Patterson Kenta Jamašita           | Oreca 07                      | M    | 88    | Menjalnik       |
| DNF | LMP2      | 33 | High Class Racing         | Anders Fjordbach Mark Patterson Kenta Jamašita           | Gibson GK428 4.2 L V8         | M    | 88    | Menjalnik       |
| DNF | LMGTE Am  | 52 | AF Corse                  | Steffen Görig Christoph Ulrich Alexander West            | Ferrari 488 GTE Evo           | M    | 80    | Trčnje          |
| DNF | LMGTE Am  | 52 | AF Corse                  | Steffen Görig Christoph Ulrich Alexander West            | Ferrari F154CB 3.9 L Turbo V8 | M    | 80    | Trčnje          |
| DNF | LMGTE Am  | 55 | Spirit of Race            | Duncan Cameron Matt Griffin Aaron Scott                  | Ferrari 488 GTE Evo           | M    | 78    | Pnevmatika      |
| DNF | LMGTE Am  | 55 | Spirit of Race            | Duncan Cameron Matt Griffin Aaron Scott                  | Ferrari F154CB 3.9 L Turbo V8 | M    | 78    | Pnevmatika      |
| DNF | LMP2      | 11 | EuroInternational         | Christophe d'Ansembourg Erik Maris Adrien Tambay         | Ligier JS P217                | M    | 26    | Alternator      |
| DNF | LMP2      | 11 | EuroInternational         | Christophe d'Ansembourg Erik Maris Adrien Tambay         | Gibson GK428 4.2 L V8         | M    | 26    | Alternator      |
| DSQ | LMP2      | 37 | Jackie Chan DC Racing     | Gabriel Aubry Will Stevens Ho-Pin Tung                   | Oreca 07                      | G    | 141   | Diskvalificiran |
| DSQ | LMP2      | 37 | Jackie Chan DC Racing     | Gabriel Aubry Will Stevens Ho-Pin Tung                   | Gibson GK428 4.2 L V8         | G    | 141   | Diskvalificiran |